# Orgazdaság
A büntetőjogban, illetve a szabálysértési jogban az orgazdaság egy vagyon elleni bűncselekmény, illetőleg szabálysértés volt. A Büntető Törvénykönyvről szóló 2012. évi C. törvény módosításáról rendelkező 2020. évi XLIII. törvény 59. §-ának c. és d. pontjai hatályon kívül helyezték, 2021. január 1-jével. A tényállási elemek a pénzmosásba integrálódtak. Az eddig orgazdaságnak nevezett cselekmények továbbra is büntetendők, de ettől fogva ezeket nem orgazdaságnak nevezzük, hanem a pénzmosás bizonyos tényállásának.

## Az 1978. évi IV. törvényben
A korábbi magyar jog szerint orgazdaságot az követ el, aki költségvetési csalásból származó vámellenőrzés alól elvont nem közösségi árut vagy jövedéki adózás alól elvont terméket, továbbá lopásból, sikkasztásból, csalásból, hűtlen kezelésből, rablásból, kifosztásból, zsarolásból, jogtalan elsajátításból vagy orgazdaságból származó dolgot vagyoni haszon végett megszerez, elrejt vagy elidegenítésében közreműködik.
A szabálysértési alakzat elhatárolása a bűncselekménytől egyrészről a dolog értéke szerint történik - az orgazdaságot legalább kisebb értékre kell elkövetni, ahhoz, hogy bűncselekményt valósítson meg -, illetve másrészről aszerint, hogy az orgazdaságot üzletszerűen követik-e el, mert az üzletszerűen elkövetett orgazdaság a dolog értékétől függetlenül bűncselekményt valósít meg.

## Megszűnése előtti szabályozás
A 2012. évi C. törvény 379. §-a az orgazdaságot szabályozta. Ezt a paragrafust a 2020. évi XLIII. törvény hatályon kívül helyezte.

### Fogalma
Aki
- a) költségvetési csalásból származó vámellenőrzés alól elvont nem közösségi árut,
- b) jövedéki adózás alól elvont terméket, vagy
- c) lopásból, sikkasztásból, csalásból, hűtlen kezelésből, rablásból, kifosztásból, zsarolásból, jogtalan elsajátításból vagy orgazdaságból származó dolgot vagyoni haszon végett megszerez, elrejt, vagy elidegenítésében közreműködik, orgazdaságot követ el. [4]

### Büntetési tételek
A büntetés vétség miatt 2 évig terjedő szabadságvesztés, ha az orgazdaságot
- a) kisebb értékre vagy
- b) szabálysértési értékre üzletszerűen követik el. [5]

A büntetés bűntett miatt 3 évig terjedő szabadságvesztés, ha az orgazdaságot
- a) nagyobb értékre,
- b) védett kulturális javak körébe tartozó tárgyra, műemlékre, régészeti lelőhelyre vagy régészeti leletre,
- c) kisebb értékű nemesfémre vagy
- d) kisebb értékre üzletszerűen követik el.[6]

A büntetés egy évtől öt évig terjedő szabadságvesztés, ha az orgazdaságot
- a) jelentős értékre vagy
- b) nagyobb értékre üzletszerűen követik el.[7]

A büntetés 2 évtől 8 évig terjedő szabadságvesztés, ha az orgazdaságot
- a) különösen nagy értékre vagy
- b) jelentős értékre üzletszerűen követik el.[8]

A büntetés öt évtől tíz évig terjedő szabadságvesztés, ha az orgazdaságot
- a) különösen jelentős értékre vagy
- b) különösen nagy értékre üzletszerűen követik el.[9]

## Külső hivatkozások
- Nemzeti Jogszabálytár